# Rolinho primavera

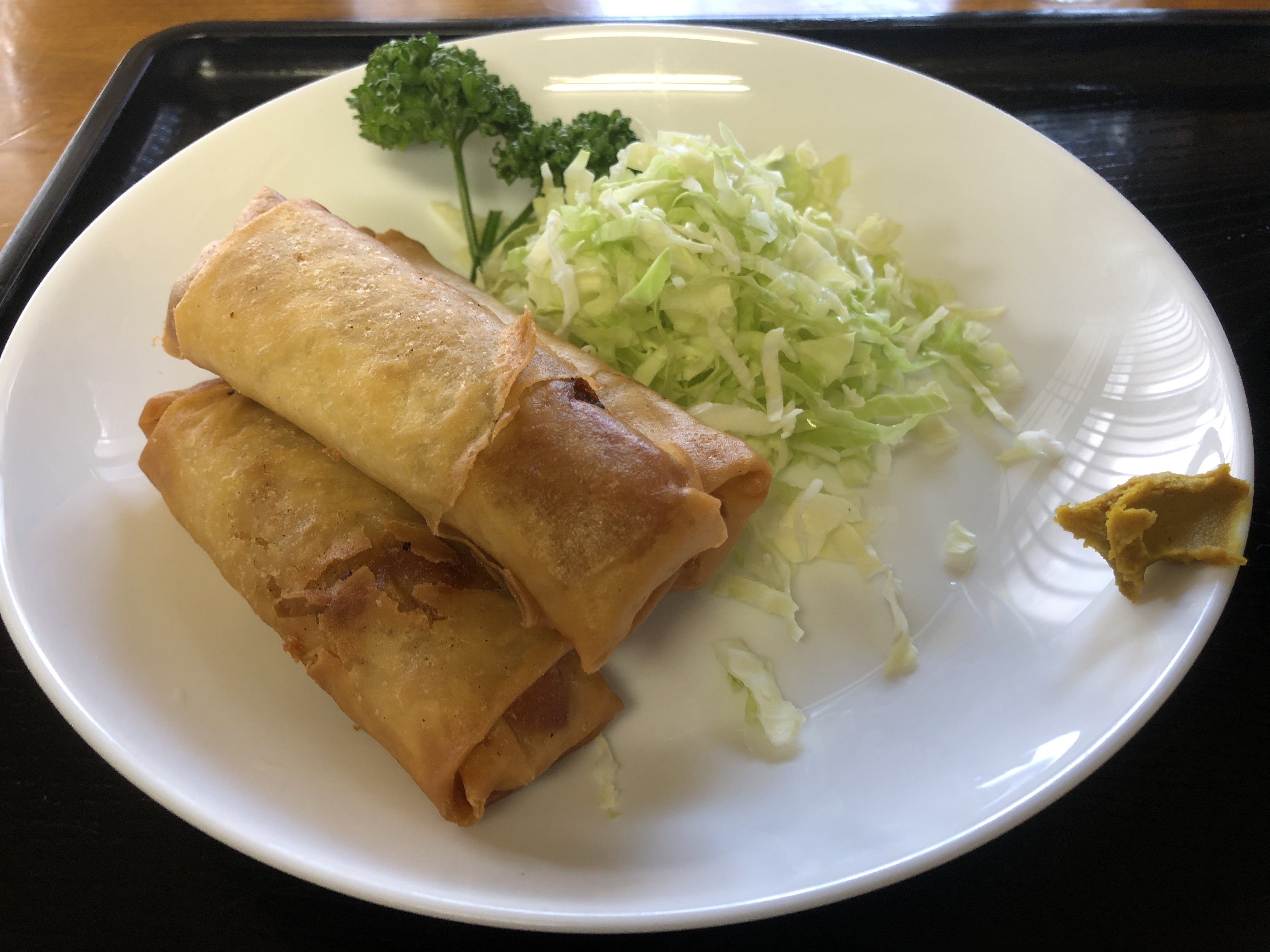
Rolinho primavera

Os rolinhos-primavera são uma das preparações da Culinária vietnamita e do sudeste asiático que foram adotadas em praticamente todo o mundo, constituindo um salgadinho muito popular. São efetivamente rolos com 10-15 cm de comprimento e 2-3 cm de espessura, feitos com massa de farinha, originalmente de arroz, mas que também pode ser de trigo, estendida muito fina (ou assada numa frigideira como os crepes) e recheada com vegetais finamente cortados e, por vezes, carne ou camarão. Originalmente, eram feitos por ocasião do Ano Novo Chinês, que também é tradicionalmente conhecido como “festa da primavera”, e na maior parte das vezes são fritos e servidos com um molho de sabor forte.  

## Rolinhos primavera camponeses
A massa é feita com farinha, água e sal, com uma consistência como se fosse para crepes; assam-se numa frigideira untada, num crepe muito fino, sem virar, até os bordos virarem; retiram-se cuidadosamente e guardam-se na geleira ou congelam-se até serem necessários. 
Para o recheio, salteia-se alho num wok e junta-se carne de porco cortada em palitos e marinada por pouco tempo com molho de soja, óleo de gergelim e maizena; deixar saltear até ficar quase cozida e retirá-la do wok. Aumentar o óleo e saltear gengibre, também cortado em palitos, até deitar o seu aroma; juntar camarão cortado fino e marinado com vinho de arroz e maizena, retirá-lo do wok e juntar cogumelos cortados finos, pimentão vermelho, repolho ou couve-chinesa picada, cebolinho, cebola ralada e rebentos de feijão-mungo; juntar molho de ostra, vinho chinês, molho de soja e óleo de gergelim; misturar com a carne de porco e o camarão já salteados, deixar juntar os sabores e deixar arrefecer.
Preparar os crepes para fazer os rolinhos: colocar o recheio, enrolar e depois dobrar as pontas para dentro, humedecidas e acabar os rolinhos. Selar bem, com os dedos molhados, ou com uma solução de maizena. Fritar em óleo bem quente e tirar para papel de cozinha. Servir com molho de ameixa (ou molho de hoisin) ou de mostarda. 

## Rolinhos primavera vietnamitas
No Vietnam, gỏi cuốn (em língua vietnamita) são também rolinhos-primavera, mas não são cozidos, apenas enrolados em banh trang (“papel-de-arroz”). Uma receita típica, que também já é comum em vários países, leva mariscos cozidos, aletria de feijão-mungo, cenoura ralada grossa e ervas aromáticas. A aletria é escaldada, ficando quase transparente, escorrida, temperada com vinagre de arroz e refrigerada até ser usada. As folhas de “papel-de-arroz” são rapidamente imersas em água morna para ficarem maleáveis, cobertas com alface sem deixar chegar ao rebordo, recheadas com o marisco, a aletria já preparada e os vegetais, e enroladas, mas deixando aberta uma das extremidades, e refrigeradas até serem servidas no dia seguinte. Os rolinhos são normalmente servidos com um molho, como um molho hoisin misturado com cebola picada, vinagre de arroz, pasta de malagueta e amendoim torrado e partido; ou com uma maionese temperada com sumo de lima e uma pasta de caril; ou ainda com uma mistura de alho, malagueta, açúcar e sumo de lima. 
A versão vegetariana chama-se em língua vietnamita “bì cuốn chay” e é preparada e servida da mesma maneira. 